# Georges Roux de Corse
Pour les articles homonymes, voir Georges Roux.
Georges de Roux, marquis de Brue, dit Georges Roux de Corse, est un négociant et armateur marseillais né en 1703 à Tinos et mort le 12 mars 1792 à Brue-Auriac.

## Biographie
Son père, Jean-François Roux, s'établit dans l'île de Tinos, une des Cyclades, où il épouse Anne Marie Franceschi, d'origine corse. De retour en France il s'installe avec ses enfants d'abord à La Ciotat puis à partir de 1735 à Marseille d'où il dirige un commerce avec les Antilles, notamment la Martinique. Les deux fils séjournent fréquemment en Martinique, développent l'entreprise et acquièrent chacun une fortune considérable.
Établi à Marseille, Georges Roux développe son activité de négoce avec les Antilles, y transportant des colons, marchandises et espèces. Il participe à l'introduire du café en France en 1730 et à faire de Marseille un centre de ce commerce dans le bassin méditerranéen.
Le 23 août 1751, son frère Jean-André décède à l'âgé seulement de 44 ans. N'ayant pas d'enfant, il fait de son frère Georges son héritier universel à charge pour ce dernier de verser à la veuve Magdeleine Audibert une pension annuelle de 6 000 livres ; il fait également des dons à diverses œuvres : hôpital du Saint-esprit, hôpital de la Charité, etc. Georges Roux également appelé Roux de Corse à cause du lieu de naissance de sa mère, hérite donc de l'hôtel de la rue Mongrand.
Important armateur, il arme notamment des navires pendant la guerre de Succession d'Autriche et la guerre de Sept Ans contre la Grande-Bretagne, durant lesquelles il fait participer ses capitaines à la guerre de course.
En 1746, il acquiert la seigneurie de Brue du François Nicolas Dupin, sur laquelle il fait notamment édifier un château, une petite ville, une manufacture de soie et un pigeonnier. Il fait cultiver les terres et exploiter les forêts environnantes.
Il est premier échevin de Marseille en 1743 puis en 1764. Il concentre son action sur l'assainissement des finances de la ville. Fait chevalier de l'ordre de Saint-Michel en 1749, sa terre de Brue est érigé en marquisat par lettres patentes du roi Louis XV en février 1750 et il est fait conseiller d'État en 1765. Au sommet de sa puissance financière, il organise de somptueuses réceptions dans son hôtel particulier. Étant marquis depuis 1750, il y reçoit avec faste de nobles personnages que la guerre amène à Marseille. Ainsi il reçoit le 22 juillet 1756 le maréchal duc de Richelieu auréolé de la victoire que lui valait la prise de Minorque ou de Port-Mahon. La tradition veut que ce jour-là on ait servi pour la première fois en France la Mahonnaise ou  mayonnaise, recette importée des îles baléares pour assaisonner le poisson. Roux de Corse reçoit de même en août 1757 le maréchal de Thomard chargé du commandement des côtes du Languedoc et de Provence.
Georges Roux connait de graves difficultés financières. La guerre de Sept Ans le ruine, de 1765 à 1766 il perd par naufrage ou par incendie ses plus beaux navires non assurés. Il liquide ses affaires à partir de 1767. En 1774 l'hôtel est loué au marquis de Rochechouart, lieutenant général des armées du Roi et commandant en Provence, puis à Tarteiron. Ces locations ne doivent être que passagères car dans une procuration du 16 octobre 1778 il est précisé « Georges Roux demeurant en cette ville [Marseille] à son hôtel rue Montgrand ».
Georges Roux décède à Brue, le 12 mars 1792 à 89 ans.
Marié en 1727 à Lucie Beraud (morte au château de Brue en 1783), fille du négociant Honoré Beraud et d'Anne de Jougla, ils eurent une fille unique, Marie-Désirée, baronne Pierre de Glandevès (capitaine de vaisseau ; mariés à Marseille le 25 octobre 1764). Elle héritera de l'hôtel en 1792 mais ne put effectivement s'en prévaloir, ayant quitté le royaume pendant la Révolution et ayant été inscrite sur la liste des émigrés. L'hôtel n'est cependant pas vendu : une des trois mairies y est installée. Le 11 juillet 1801 le nom de la baronne de Glandevès, qui est décédée en Espagne le 25 octobre 1800, est rayé de la liste des émigrés ; ses deux enfants héritent de ses biens, à savoir Georges François Pierre de Glandevès (1768-1832), et Lucie (née en 1765), qui n'eut pas d'enfants de ses deux alliances.